# J dio o. Iža i o. Mrtovnjak
J dio o. Iža i o. Mrtovnjak este o arie protejată (sit de importanță comunitară — SCI) din Croația întinsă pe o suprafață de 278,93 ha, integral marine.

## Localizare
Centrul sitului J dio o. Iža i o. Mrtovnjak este situat la coordonatele 44°00′43″N 15°09′48″E / 44.011896°N 15.163421°E.

## Înființare
Situl J dio o. Iža i o. Mrtovnjak a fost declarat sit de importanță comunitară în iulie 2013 pentru a proteja un număr necunoscut de specii din flora spontană și fauna sălbatică aflate în arealul zonei.

## Biodiversitate
Situată în ecoregiunea marină mediteraneană, aria protejată conține 2 habitate naturale: Straturi cu Posidonia (Posidonion oceanicae), Peșteri marine scufundate complet sau parțial.
La baza desemnării sitului se află un număr nedeclarat de specii protejate.